# Cyma Zarghami
Cyma Zarghami (en persa: سیما ضرغامی, fechada el 15 de diciembre de 1962) es una personalidad del cine estadounidense de origen iraní. Fue ejecutiva de televisión por cable, presidenta de Nickelodeon y Viacom Media Networks Kids & Family Group en 2018. Es la fundadora. También es el CEO de MiMo Studios.

## Juventud
Zarghami nació en Abadan, Irán, de un padre iraníllamado Gholam, y una madre escocesa llamada Catherine. La familia se mudó a Canadá y finalmente a Englewood, Nueva Jersey, donde ella se graduó en la escuela Dwight-Englewood y recibió el premio Distinguished Alumni Award de la escuela.
En 1980, Zarghami ingresó a la Universidad de Vermont en Burlington, Vermont mientras estaba en educación primaria, antes de cambiar su especialización a inglés. Zarghami recibió un título honorífico de la Facultad de Educación y Servicios Sociales de la Universidad de Vermont en 2000.

## Carrera profesional
Zarghami viajó a Europa después de dejar la universidad y luego regresó a Burlington para trabajar en Business Digest.
Zarghami se unió a Nickelodeon como empleada de programación en 1985. Ascendió en las filas del departamento de programación y se convirtió en gerente general del canal en 1996, supervisando la programación, las adquisiciones, el marketing y la gestión diaria de la red. Tras la renuncia de Herb Scannell el 5 de enero de 2006, Zarghami se convirtió en presidente del grupo Kids & Family recién formado, que incluía a Nickelodeon, Nick @ Nite, Nick Jr., TeenNick, Nicktoons, TV Land, CMT y CMT Pure Country. El 4 de junio de 2018, Zarghami renunció como presidente de Nickelodeon después de 33 años en la red.
En febrero de 2020, lanzó una empresa de producción y consultoría, MiMo Studios, para desarrollar películas originales de una hora o menos para audiencias jóvenes. 
- Datos: Q3305740
- Multimedia: Cyma Zarghami / Q3305740